# Victrix (Victrix)
Victrix (Victrix) – podrodzaj motyli z rodziny sówkowatych i rodzaju Victrix. Obejmuje sześć opisanych gatunków. Zamieszkują palearktyczną Eurazję.

## Morfologia
Motyle niewielkich do przeciętnych jak na przedstawicieli rodziny rozmiarów. Do podrodzaju należą także najwięksi przedstawiciele rodzaju. Głowa ich cechuje się wypukłym czołem z niskim, stożkowatym guzkiem. Czułki u samicy są nitkowate, u samca zwykle dwugrzebieniaste, tylko u jednego gatunku orzęsione. Ssawka zwykle jest całkowicie nieobecna, rzadko zachowana jest w formie silnie uwstecznionej. Przednie skrzydło jest duże, szerokie, trójkątne, o nieco spiczastym wierzchołku, z mniej lub bardziej odznaczającym się od tła wzorem. Skrzydło tylne jest zaokrąglone, najczęściej czysto białe, ale niekiedy z zaszarzoną częścią zewnętrzną lub z szarawobiałym połyskiem jedwabistym. Odwłok samicy ma genitalia o dużej i zaokrąglonej płytce ostialnej, długim i słabo zesklerotyzowanym przewodzie torebki kopulacyjnej oraz krótkim i szerokim pokładełku. Genitalia samca cechują się kolczastą szyjką wezyki w edeagusie oraz walwą z zaokrąglonym wierzchołkiem odsiebnym i charakterystycznie ukształtowaną podstawą wyrostka.

## Ekologia i występowanie
Postacie dorosłe latają głównie w sierpniu i wrześniu.
Podrodzaj palearktyczny. Jego przedstawiciele znani są z Półwyspu Iberyjskiego, Zakaukazia, Turcji oraz prowincji Qinghai na zachodzie Chin. Jedynym gatunkiem europejskim jest V. agenjoi podawany wyłącznie z Hiszpanii. Najwięcej, bo trzy gatunki, liczy sobie fauna anatolijskiej części Turcji. Dwa gatunki wykazano z Armenii.

## Taksonomia
Omawiany takson (w randze rodzaju) i jego gatunek typowy, V. karsiana, opisane zostały w 1879 roku przez Ottona Staudingera na łamach „Horae Societatis Entomologicae Rossicae”, w publikacji autorstwa Nikołaja Romanowa.
Do podrodzaju zalicza się sześć opisanych gatunków:
- Victrix karsiana Staudinger, 1879
- Victrix gracilis (Wagner, 1931)
- Victrix agenjoi (Fernández, 1931)
- Victrix artaxias Varga et Ronkay, 1989
- Victrix pinkeri Hacker et Lödl, 1989
- Victrix marmorata (Warren, 1914)